# Bodylab
Bodylab er en dansk virksomhed hjemhørende i Hadsund ved Mariager Fjord. Bodylab blev grundlagt i 2003 af Rasmus Thorup Andersen.
I 2017 havde virksomheden en omsætning på omkring 140 mio. DKK. I 2018 solgte Andersen sit ejerskab til til Norske Scandza, der også ejer Bisca og Karen Volf. I dag er Bodylab en af Nordens største producenter af sportsnutrition.
Bodylab er officiel sponsor for en række atleter herunder OL-vinderen Pernille Blume.[kilde mangler]